# Bandera de la República Socialista Soviética de Kazajistán
La Bandera de la República Socialista Soviética de Kazajistán fue adoptada por la RSS de Kazajistán el 24 de enero de 1953. Es una modificación de la bandera nacional de la URSS. 

## Descripción
La bandera de la República Socialista Soviética de Kazajistán se presenta como un paño rectangular de color rojo con una franja celeste (la cual representa la unidad étnica de la república), que se extiende a lo largo en la parte inferior alejada ligeramente del borde, con el martillo y la hoz dorados, y la estrella con bordes dorados en la parte superior del cantón.

## Historia
Antes de esto, la bandera era roja con la hoz y el martillo dorado en la esquina superior izquierda, con los caracteres cirílicos dorados Казак ССР (Kazak SSR) y Казахская ССР (Kazakhskaya SSR) a la derecha de la hoz y el martillo.
Entre 1937 y la adopción de la bandera arriba en la década de 1940, la bandera era roja con los caracteres latinos QAZAQ SSR y los caracteres cirílicos dorados КАЗАХСКАЯ ССР (KAZAKHSKAYA SSR) en una tipo de letra sans-serif debajo de la hoz y el martillo.

## Cronología

Bandera de la RSS de Kazajistán (1937-1940).
Bandera de la RSS de Kazajistán (1940-1953).
Bandera de la RSS de Kazajistán (1953-1991).